# 迪希特尔巴赫
迪希特尔巴赫是德国莱茵兰-普法尔茨州的一个市镇。总面积5.38平方公里，总人口711人，其中男性384人，女性327人（2011年12月31日），人口密度132人/平方公里。